# Вишерский исправительно-трудовой лагерь

Вишерский целлюлозно-бумажный комбинат в наши дни

Вишерский исправительно-трудовой лагерь, Вишерский ИТЛ, Вишлаг, Вишерлаг — исправительно-трудовой лагерь, организованный в 1928—1929 гг. на базе Вишерского отделения Соловецкого ИТЛ ОГПУ в Пермской области. Закрыт 26 июля 1934 года.

## История
В 1929 году отделение Вижаиха было выделено из СЛОНа и преобразовано в самостоятельный лагерь — Вишерский лагерь особого назначения (ВИШЛОН), начальником которого был назначен приехавший из Москвы И. Г. Филиппов. Позднее стала употребляться аббревиатура Вишлаг — Вишерский исправительно-трудовой лагерь.
Несмотря на то, что ВИШЛОН назывался лагерем, он был целой системой лагерей, включающей в себя, кроме двух больших — на Вишере и в Березниках, — множество более мелких, которые назывались командировками.
В лагере с 1929 по 1931 год отбывал наказание прозаик и поэт Варлам Шаламов.
На 1929 год в Вишлаге было около 2 тысяч заключённых, а к апрелю 1931 года количество составило уже 39 000. Начальником строительства ВИШХИМЗ, к которому были привлечены заключённые Вишерского лагеря, являлся Э. П. Берзин. С июля 1931 года для повышения производительности труда в Вишлаге начинает активно практиковаться система зачётов. В соответствии с ней заключённым, регулярно перевыполняющим производственную норму, засчитывалось три рабочих дня за четыре дня лагерного срока, четыре дня за пять, а ударникам — два дня за три и три дня за четыре. Эта система поощрений показала свою эффективность и повлияла на то, что предприятие удалось ввести в строй досрочно. 30 октября 1931 года состоялся официальный пуск Вишерского целлюлозно-бумажного комбината, а в ноябре того же года он был сдан комиссии Народного комиссариата лесной промышленности. Основную массу рабочих на комбинате составляли досрочно освобождённые бывшие заключённые Вишлага.
Достройка различных объектов целлюлозно-бумажного комбината силами заключённых продолжалась до 1933 года. После этого заключённые лагеря были задействованы главным образом на лесозаготовках в Чердынском районе, а также на строительных работах в городах Соликамск и Березники. Однако, в связи с завершением работ по строительству предприятия, необходимость в наличии большого количества заключённых отпала. Поэтому после ввода в строй Вишерского ЦБК численность заключённых в лагере неуклонно снижалась, и к концу 1932 года их осталось 8900 человек. В результате голода 1933 года умерло более трети заключённых. С ноября 1933 года началась переброска оставшегося «контингента» в другие исправительно-трудовые учреждения СССР, в частности на строительство Беломорско-Балтийского канала. 29 июля 1934 года Вишерский исправительно-трудовой лагерь был ликвидирован.

## Производство
Главными объектами работ Вишерского лагеря были строительство целлюлозно-бумажного комбината (вокруг него вырос город Красновишерск) и заготовка леса по реке Вишере как для нужд строительства, так и для обеспечения комбината древесиной для производства бумаги.
Начальником строительства Вишерских химических заводов, под которыми понимались стройки не только на реке Вишере, но и на Каме, был назначен Э. П. Берзин.
В лагере в районе города Усолье Верхне-Камского района отбывал наказание баптистский миссионер Пётр Винс. Впоследствии его сын Георгий вспоминал со слов отца: «На север от Соликамска никаких железных дорог уже не было, и весь этап гнали пешком ещё километров 300 по таёжным дорогам. Среди заключённых были больные, которым более выносливые помогали идти. Многие не выдерживали трудного пути и умирали в дороге. После своего освобождения отец рассказывал, что на Урале он всю зиму был на тяжёлых земляных работах на постройке железной дороги. Заключённые вручную ломом и лопатами долбили мёрзлую, твёрдую как камень землю, и возили её на тачках. Норма была большая, по 6-8 кубометров грунта за смену на человека, и чтобы выполнить её, заключённые работали с раннего утра до позднего вечера. А после работы их гнали за несколько километров в лагерь. Ноги были всегда мокрые. Часто, как только заключённые успевали чуть согреться и заснуть, их среди ночи поднимали расчищать от снега лагерную зону. На Урале зимой большие снегопады: с октября и до мая почти каждый день идёт снег, сугробы достигают трёх-четырёх метров. Ночью по несколько часов заключённые лопатами расчищали зону от снега, а в шесть часов утра подъём, и снова на работу в лес. После бессонной ночи заключённый был физически не в состоянии выполнить нормы, а за это уменьшался паёк хлеба, давалось меньше каши и супа. Многие умирали от голода, усталости и постоянного недосыпания. Отец остался жив после срока на Урале только по милости Божьей».

## В искусстве и кино
- Фильм «Варлам Шаламов. Опыт юноши». Фильм Павла Печёнкина по сценарию историка Виктора Шмырова, рассказывает о пребывании писателя Варлама Шаламова в заключении в Вишерлаге. Лауреат премии «Золотой орёл» в номинации «Лучший неигровой фильм» (2016 г.)[11].
- Антироман «Вишера» Варлама Шаламова[12].